# David Lee Roth
David Lee Roth, também conhecido como Diamond Dave (Bloomington (Indiana), 10 de outubro de 1954), é um compositor musical, ator, autor, personalidade do rádio e um vocalista de rock, que se tornou notório por seu trabalho no Van Halen. Filho de Nathan Roth, um proeminente oftalmologista judeu, David foi morar em Pasadena (Califórnia, Estados Unidos) na adolescência após morar em Swampscott (Massachusetts, Estados Unidos). Manny Roth, tio de David, é proprietário de um influente clube noturno em Nova York. Os avós de David são imigrantes de Portugal e da Ucrânia que vieram morar no estado de Indiana.
As características mais marcantes de David são suas performances acrobáticas, com golpes de artes marciais, sua voz e seu senso de humor.
É considerado um dos maiores vocalistas de todos os tempos, aparecendo na 19a posição da revista Hit Parader entre os 100 melhores vocalistas de heavy metal do mundo. Além disso, foi considerado pelo site "VVN Music" como o 4o maior cantor da história pela ordem de alcance vocal.
Em 2007, ele foi induzido ao Rock and Roll Hall of Fame.

## Biografia

### Juventude e início de carreira
Roth nasceu em Bloomington, Indiana, e cresceu em outra cidade do estado, New Castle. Desde cedo se interessou por arte, declarando que Al Jolson foi seu primeiro ídolo musical. Na adolescência se relocou para Pasadena, Califórnia.
Na adolescência, começou a cantar em várias bandas underground de Los Angeles, onde a que mais David se estabeleceu foi a The Red Balls Jets. Nesta época, cruzava o caminho com a banda Mammoth, dos irmãos Alex  e Eddie Van Halen, que alugavam o sistema de som dos Red Balls Jets para economizar dinheiro. Eventualmente Roth foi chamado para ser o vocalista da banda que eles estavam formando. Roth foi quem sugeriu que a banda passasse a se chamar Van Halen, enxergando que o sobrenome poderia funcionar como o do grupo do guitarrista Carlos Santana, que se chamava Santana. Além disso, o famoso logotipo da banda, foi uma criação dele.
Em 1978, a banda lança seu primeiro disco, Van Halen, apresentando ao mundo um novo vocalista, que influenciaria todas as bandas de Hard Rock dos anos 80 com o seu jeito de cantar, sua performance de palco (foi David que lançou a moda de pular com a perna toda aberta, que praticamente todo vocalista de Hard Rock da época imitou) e sua forma de se vestir.
No início dos anos 80, o Van Halen estava no topo do mundo, vendendo milhões de discos e apresentando um dos maiores e mais exagerados shows no mercado, com imenso aparato de áudio e efeitos de luz. O problema de ter tanto equipamento no palco é que se a equipe técnica não montasse tudo perfeitamente, poderia ser perigoso para os artistas, como uma torre de luz cair sobre Roth, por exemplo. Para garantir que tudo fosse bem executado, era entregue aos promotores de eventos instruções detalhadas em uma apostila de 53 páginas. Roth inventou um pequeno truque para assegurar que os promotores estavam levando as exigências do Van Halen a sério. Além de todas as especificações técnicas na apostila, havia uma longa lista de comes e bebes que a banda exigia na estrada, com um item sendo uma tigela de M&M's sem nenhum marrom. Em uma entrevista dada em 2012, Roth explicou que isso visava assegurar que os promotores tinham lido a apostila na íntegra: "Se eu chegasse nos bastidores, sendo um dos autores do projeto de luz e palco, e visse M&Ms marrons na mesa de catering, então isso garantia que o promotor não leu a apostila do contrato e precisávamos fazer uma checagem séria item por item, porque frequentemente tínhamos questões de risco".

### Crazy from the Heate saída do Van Halen
No início de 1985, o primeiro disco da carreira solo de David Lee Roth, Crazy from the Heat, foi lançado enquanto ele ainda era um membro do Van Halen. As canções "California Girls" e "Just a Gigolo/I Ain't Got Nobody" (esta, famosa nos anos 50 ao ser gravada por Louis Prima.) tiveram relativo sucesso, que se deram em grande parte devido aos vídeos musicais inovadores, que apresentavam personagens ridículos criados por Roth e o diretor de arte, Pete Angelus.
No videoclipe de Just a Gigolo, por exemplo, é possível perceber referência a outros artistas pop da época e seus videoclipes. David dança com Michael Jackson, Cindy Lauper (que o coloca para fora do set de filmagem), e Billy Idol, que é eletrocutado.
Em abril de 1985 David saiu do Van Halen, embora algumas fontes digam que na verdade ele foi mandado embora da banda. Segundo foi dito, as maiores discordâncias vinham de David com Eddie Van Halen, já que Eddie queria incorporar ao som da banda teclados, sintetizadores e baladas. Em sua autobiografia lançada em 1988, Crazy From the Heat, David caracterizou a música do Van Halen logo antes da sua partida como "tediosa". Dizem que David queria gravar um álbum rapidamente e logo depois sair em turnê, e então lançar um filme, mas seus companheiros de banda estavam apáticos, letárgicos e afundados em drogas. Teria sido por isso que David lançou Crazy from the Heat sem a banda. Além disso, David também não gostou da participação de Eddie na música Beat It, gravada por Michael Jackson em 1983. Eddie nunca contou a David que iria participar da gravação, por medo de que David tentasse impedi-lo.
Apesar disso, as razões exatas pelas quais David deixou a banda continuam não-totalmente esclarecidas. Desde 1985, David e seus antigos companheiros de banda isolaram-se. A gota d'água aconteceu quando Eddie fez uma aparição no programa Late Night with David Letterman tocando "Panama" com a banda do programa em 1984. Ou seja, sem os outros membros do Van Halen.
Em sua autobiografia (Crazy From The Heat), Roth conta que ele aprovou sim a participação de Eddie em "Beat It", pois ele acreditava que a faixa seria um excelente veículo para Eddie mostrar os seus talentos. Roth afirma ainda que o seu problema com a participação de Eddie na música era que Eddie não quis receber pelo trabalho, recebendo apenas uma nota de agradecimento.

### The David Lee Roth Band
No final de 1985 David montou uma banda considerada por muitos uma das maiores formações de todos os tempos, composta pelo guitarrista Steve Vai, o baixista Billy Sheehan e o baterista Gregg Bissonette. David ainda chamou Ted Templeman, produtor do Van Halen, para produzir o álbum de estreia da banda. Eat 'Em and Smile foi o retorno de David ao hard rock, e com um considerável sucesso comercial. A turnê desse álbum foi uma das mais bem-sucedidas de 1986.
Em 1987, por ideia de Billy Sheehan, o álbum Eat 'Em and Smile foi relançado, com o nome Sonrisa Salvaje, com os vocais em espanhol.
No início de 1988 David lançou Skyscraper, um álbum mais experimental e com um som mais pop, contando ainda com a mesma line-up do álbum anterior: Vai, Sheehan e Bissonette, mas desta vez produzido por Roth e Vai ao invés de Templeman. Embora esse álbum contenha a música solo mais famosa de David, Just Like Paradise, ele não teve uma resposta tão boa quanto Eat 'Em and Smile.
Em 1991, David lançou A Little Ain't Enough, um álbum básico de hard rock, produzido por Bob Rock, que ganhou o status dourado da RIAA. O guitarrista-prodígio Jason Becker, então com 20 anos de idade, participou das gravações do álbum, mas foi diagnosticado com a Doença de Lou Gehrig pouco tempo depois do início da turnê, e foi substituído por Joe Holmes. O palco da turnê de A Little Ain't Enough tinha um par de pernas infláveis gigantes, posicionadas em um "ângulo aberto", vestindo meias rasgadas. Os gostos musicais mudaram bastante em meados de 1991 com a chegada da música grunge, fazendo com que a turnê de David não tivesse tanto sucesso como no passado.
Em 1994, The David Lee Roth Band impressiona os fãs com o seu novo album. "Your Filthy Little Mouth" é experimental, com letras sérias e um ar menos festivo, que sempre foi a marca registrada de David. O álbum porém não teve boa aceitação, não se saindo muito bem nas vendas.
Em 1997, Roth escreveu uma biografia bem recebida, intitulada "Crazy From the Heat"., contendo 359 páginas.
Em 1998, com John 5 nas guitarras, seu supergrupo lança o ótimo "DLR Band", que tem a música "Slam Dunk" atingindo o topo das paradas, e ficando por lá por mais de três semanas.

### Pós-The David Lee Roth Band
Em 1999, Roth leu uma nota publicada em um jornal de Nova York que falava a respeito da "Songs of Love Foundation", que é uma fundação que arrecada dinheiro para tratamento e remédios de portadores de Câncer. Ele entrou em contato com a fundação, e gravou uma música intitulada "Ashley Abernathy" para uma menina de mesmo nome que sofre de Leucemia.
Em 2002, Roth inesperadamente saiu em turnê com o seu desafeto Sammy Hagar, intitulada "Heavyweight Champs of Rock and Roll Tour" e reviveu sua carreira um pouco. Apesar disso, o futuro de Roth com o Van Halen ainda parecia incerto.
Em 2003, já sem o supergrupo, David Lee Roth lançou o álbum Diamond Dave, que foi gravado com vários músicos diferentes em cada faixa. O álbum é considerado uma espécie de "flashback" da carreira do David, por constar basicamente de músicas covers que compuseram o estilo musical de David.
Em 2004, ele faz uma aparição na série de TV Família Soprano jogando poker com o chefão da máfia Tony Soprano.
Em 2006, ele começou a comandar um programa semanal numa rádio chamado The David Lee Roth Show. O programa trazia um mix de opiniões de música, entrevista com estrelas pornô e strippers, discussões políticas e convidados de vários setores.

### Retorno ao Van Halen
Apesar de os álbuns do Van Halen com Sammy Hagar terem sido os únicos da banda a alcançar o número 1 nas paradas americanas, as vendas, em comparação com os da era Roth, ficam cerca de dez milhões de cópias abaixo, de acordo com os órgãos oficiais. Por isso, sua volta à banda sempre foi esperada pelos fãs.
Em 2006, David volta ao Van Halen para realizar turnê nos EUA após 20 anos de separação. Esta turnê se tornou o maior sucesso na história da banda e um das maiores bilheterias daquele ano.
Antes disso (em 1996), enquanto o Van Halen planejava uma coletânea, David Lee Roth ligou para o Eddie perguntando as canções que seriam incluídas. A discussão amigável levou a um convite para Roth visitar o estúdio caseiro de Eddie. Eventualmente a banda gravou duas músicas, "Can't Get This Stuff No More" e "Me Wise Magic", que atingiram a décima segunda e primeira colocações no Hot Mainstream Rock Tracks, respectivamente, e que seriam incluídas na coletânea Best of Volume I (1996). Apesar de rumores sobre uma reunião, a volta de Roth, àquela época, se resumiu às duas canções, principalmente quando após uma aparição do quarteto no MTV Video Music Awards Roth e Eddie tiveram uma altercação verbal.
Em janeiro de 2012, Van Halen anuncia nova turnê e novo CD intitulado A Different Kind of Truth com 13 faixas inéditas e um DVD acústico contendo os clássicos da banda. O CD marca a volta de David nos vocais da banda em um álbum de estúdio o que não acontece desde o lendário 1984. O álbum foi lançado em fevereiro de 2012.
Em 2015, Van Halen lançou o ao vivo Tokyo Dome Live in Concert, que foi gravado na apresentação ocorrida na capital do Japão em 2012 durante a turnê do CD A Different Kind of Truth. Este foi o primeiro ao vivo do Van Halen contendo o David nos vocais.

## Controvérsias
Sua saída conturbada do Van Halen banda fez crescer uma rivalidade e as provocações de ambos os lados foram tão intensas que até hoje correm histórias a respeito das alfinetadas indiretas através dos álbuns lançados pelos mesmos. A “guerra” é pública, notória e irremediável — e o assunto domina 90% dos fóruns e sites relativos ao Van Halen na internet.
O primeiro disco do Van Halen sem David saiu em março de 1986 e levou o nome de "5150". A explicação da banda é que 5150 seria o nome do estúdio do Eddie Van Halen. Porém, dizem as más línguas que 5150 é o código da polícia americana para situações onde existe um louco a solta. Além disso, a própria arte do álbum (capa e contra-capa) traz uma mensagem subliminar que induz a entender que o homem que ali aparece, não conseguindo segurar o logotipo da banda, seria o David.
Em julho de 1986, David lança o primeiro álbum com o seu supergrupo, que fora montado para concorrer com o Van Halen, com o curioso nome de Eat 'Em and Smile (em português, Coma-os e sorria).
Ambas as bandas entraram em turnê e disputavam a preferência do público e o espaço na mídia.
Em 1987, The David Lee Roth Band lança o seu segundo álbum, intitulado "Skyscraper" (em português, arranha-céu). Segundo os fãs do David, o nome seria novamente uma provocação, dizendo que ele e sua banda estariam no Topo.
Não obstante, em 1988, David Lee Roth receberia a resposta pelo seu "coma-os e sorria". O Van Halen em outubro lançou um novo álbum com o curioso título "OU812". Reza a lenda que o código seria um trocadilho e trazia a mensagem subliminar "Oh you ate one too" (em português, Oh você comeu um também).
Uma possível resposta de David viria em abril de 1991 com "A Little Ain't Enough" (um pouco não é suficiente), e meses depois o Van Halen lançaria "F.U.C.K", que em inglês é um palavrão. O próximo disco de Dave seria viria com o título Your Filthy Little Mouth (que significaria "sua pequena boca suja").

## Curiosidades
- A música de David Yankee Rose aparece no jogo de eletrônico GTA Vice City em uma das rádios que são executadas nos veículos da cidade. É possível escutá-la na rádio V-Rock.
- A música de David Lee Roth e Steve Vai Yankee Rose aparece também no jogo de vídeogame Rumble Roses regravada por uma banda de mulheres.
- De um affair de David com uma moça chamada Savannah, nasceu a garota Purificacion Navas Diaz (nascida em 1 de Dezembro de 1979). Em 2003, ela virou atriz pornô, e passou a adotar o nome artístico de Avy Lee Roth.
- Em uma entrevista à revista Rolling Stone americana, David confessou ter feito um seguro para o seu pênis, apelidado pelo próprio de Little Elvis. “Não fiz um seguro para o corpo todo, foi só para o Little Elvis. Antes sair em turnê, os caras da banda disseram ‘temos de fazer um seguro para os dedos do Eddie porque vai usá-los muito na estrada e os cotovelos do Alex porque ele também vai usar’. E eu respondi: ‘então e o Little Elvis? Também vou usar muito'”.

## Discografia

### Com oVan Halen
| Álbum                                | Ano  |
| ------------------------------------ | ---- |
| Van Halen                            | 1978 |
| Van Halen II                         | 1979 |
| Women and Children First             | 1980 |
| Fair Warning                         | 1981 |
| Diver Down                           | 1982 |
| MCMLXXXIV                            | 1984 |
| A Different Kind of Truth            | 2012 |
| Tokyo Dome Live in Concert (ao vivo) | 2015 |

### Solo
| EP                  | Detalhes                                                                                               | Desempenho nas Paradas Musicais | Desempenho nas Paradas Musicais | Desempenho nas Paradas Musicais | Desempenho nas Paradas Musicais | Desempenho nas Paradas Musicais | Desempenho nas Paradas Musicais | Vendagem       | Certificações |
| EP                  | Detalhes                                                                                               | Billboard 200                   | US Indie                        | Canadian Albums Chart           | FIN                             | NL                              | RIANZ                           | Vendagem       | Certificações |
| ------------------- | --- | ------------------------------- | ------------------------------- | ------------------------------- | ------------------------------- | ------------------------------- | ------------------------------- | -------------- | ------------- |
| Crazy from the Heat | - Data de Lançamento: 28 de Janeiro de 1985 - Gravadora: Warner Bros. Records - Formatos: LP, cassette | 15                              | —                               | 14                              | 21                              | 21                              | 91                              | - : 1 000 000+ | - : Platina   |
| Diamond Dave        | - Data de Lançamento: 8 de Julho de 2003 - Gravadora: Magna Carta Records - Formatos: CD               | -                               | 18                              | —                               | —                               | —                               | —                               |                |               |

### Com aThe David Lee Roth Band
| Álbum                    | Ano  |
| ------------------------ | ---- |
| Eat 'Em and Smile        | 1986 |
| Skyscraper               | 1988 |
| A Little Ain't Enough    | 1991 |
| Your Filthy Little Mouth | 1994 |
| DLR Band                 | 1998 |

### Outras Participações
- 1996 - Participação nas canções "Can't Get This Stuff No More" e "Me Wise Magic, presentes na coletânea Van Halen's Best of Vol. 1.
- 2006 - Strummin' with the Devil: The Southern Side of Van Halen – vocais em "Jump" e "Jamie's Cryin'"

## Singles
| Ano  | Single                             | Desempenho | Desempenho | Desempenho | Desempenho | Desempenho | Desempenho | Desempenho | Desempenho | Álbum               |
| Ano  | Single                             | US         | US Rock    | AUS        | CAN        | FIN        | NL         | NZ         | UK         | Álbum               |
| ---- | ---------------------------------- | ---------- | ---------- | ---------- | ---------- | ---------- | ---------- | ---------- | ---------- | ------------------- |
| 1985 | "California Girls"                 | 3          | 3          | 6          | 10         | —          | 44         | 7          | 68         | Crazy from the Heat |
| 1985 | "Just a Gigolo/I Ain't Got Nobody" | 12         | 25         | 13         | 7          | —          | —          | 6          | —          | Crazy from the Heat |
| 1985 | "Easy Street"                      | —          | 14         | —          | —          | —          | —          | —          | —          | Crazy from the Heat |
| 2003 | "Shoo Bop"                         | —          | —          | —          | —          | —          | —          | —          | —          | Diamond Dave        |